# Barnáshátú zacskósmadár
A barnáshátú zacskósmadár (Psarocolius angustifrons) a madarak osztályának verébalakúak (Passeriformes) rendjébe, azon belül a csirögefélék (Icteridae) családjába tartozó faj.
Magyar neve, forrással nincs megerősítve.

## Rendszerezése
A fajt Johann Baptist von Spix német biológus írta le 1824-ben, a Cassicus nembe Cassicus angustifrons néven.

## Alfajai
- Psarocolius angustifrons alfredi (Des Murs, 1856)
- Psarocolius angustifrons angustifrons (Spix, 1824)
- Psarocolius angustifrons atrocastaneus (Cabanis, 1873)
- Psarocolius angustifrons neglectus (Chapman, 1914)
- Psarocolius angustifrons oleagineus (P. L. Sclater, 1883)
- Psarocolius angustifrons salmoni (P. L. Sclater, 1883)
- Psarocolius angustifrons sincipitalis (Cabanis, 1873)[2]

## Előfordulása
Dél-Amerika északnyugati részén, Bolívia, Brazília, Kolumbia, Ecuador, Peru és Venezuela területén honos. 
Természetes élőhelyei a szubtrópusi és trópusi síkvidéki és hegyi erdők, valamint mocsári erdők. Állandó, nem vonuló faj.

## Megjelenése
Testhossza 36-48 centiméter.

## Életmódja
Kisebb gerincesekkel és rovarokkal táplálkozik, de fogyaszt nektárt is.